# Callulops dubius
Callulops dubius är en groddjursart som först beskrevs av Oskar Boettger 1895.  Callulops dubius ingår i släktet Callulops och familjen Microhylidae. IUCN kategoriserar arten globalt som otillräckligt studerad. Inga underarter finns listade.